# Илка Ваште
Илка Ваште (рођена Бургер; 2. јун 1891, Ново Место – 3. јул 1967, Љубљана) је била словеначка списатељица.
Илка Ваште је била једна он најплоднијих словеначких романописаца. Радила је као учитељица у Трсту и Љубљани.

## Дела
- трилогија Mejaši (1923.), Zaklad v Emoni (Razori 1933—1935), Svet v zatonu (1953)
- Umirajoče duše (1929)
- Vražje dekle (1933)
- Rožna devica (La rosiere) (1940)
- Roman o Prešernu (1937)
- Visoka pesem (1953)
- Izobčenec (1960)
- Upor (1950)
- Gričarji (1956)
- Podobe iz mojega življenja (1964)